# Adil Kaouch
Adil Kaouch (arab. عادل كاوش; ur. 1 stycznia 1979) – marokański lekkoatleta, biegacz średniodystansowy, srebrny medalista mistrzostw świata w Helsinkach na dystansie 1500 metrów.
Kaouch odbył karę dwuletniej dyskwalifikacji za stosowanie niedozwolonych środków dopingujących (8.8.2007 – 7.8.2009), anulowane także wszystkie jego rezultaty uzyskane od 13 lipca 2007.

## Osiągnięcia
- złoty medal mistrzostw świata juniorów (bieg na 1500 m, Annecy 1998)
- 5 medali mistrzostw świata w biegach przełajowych:
  - Marrakesz 1998 – brąz drużynowo (w kategorii juniorów)
  - Belfast 1999 – srebro w drużynie (krótki dystans)
  - Ostenda 2001 – srebro w drużynie (krótki dystans)
  - Fukuoka 2006 – dwa brązowe medale (krótki dystans, indywidualnie oraz drużynowo)
- 3 srebrne medale mistrzostw Afryki (bieg na 1500 m)
- 9. miejsce podczas igrzysk olimpijskich (bieg na 1500 m, Ateny 2004)
- srebro igrzysk śródziemnomorskich (bieg na 1500 m, Almería 2005)
- srebrny medal mistrzostw świata (bieg na 1500 m, Helsinki 2005)

## Rekordy życiowe
- bieg na 1500 m – 3:31,10 (2006)
- bieg na 1500 m (hala) – 3:37,90 (2001)
- bieg na 2000 m (hala) – 4:58,56 (1999) rekord Maroko